# Coprocesseur
 (août 2020).
Si vous disposez d'ouvrages ou d'articles de référence ou si vous connaissez des sites web de qualité traitant du thème abordé ici, merci de compléter l'article en donnant les références utiles à sa vérifiabilité et en les liant à la section « Notes et références ».
Un coprocesseur est un circuit électronique destiné à ajouter une fonction à un processeur classique. On compte des coprocesseurs arithmétiques (pour le calcul en virgule flottante), graphiques (pour accélérer du rendu 2D ou 3D) et des coprocesseurs spécialisés dans le chiffrement.

## Fonctions
Alors que le processeur principal est conçu pour exécuter tout type de programme, un coprocesseur est spécialisé dans l’exécution rapide d'un type de calcul particulier (Fonction trigonométrique, processeur graphique, par exemple)